# Scottish FA Cup 1989/90
Der Scottish FA Cup wurde 1989/90 zum 105. Mal ausgespielt. Der wichtigste schottische Fußball-Pokalwettbewerb, der vom Schottischen Fußballverband geleitet wurde, begann am 9. Dezember 1989 und endete mit dem Finale am 12. Mai 1990 im Glasgower Hampden Park. Als Titelverteidiger startete zum zweiten Mal infolge Celtic Glasgow in den Wettbewerb, der sich im Vorjahresfinale gegen die Glasgow Rangers im Old Firm durchsetzen konnte und davor gegen Dundee United. Im diesjährigen Endspiel um den Schottischen Pokal standen sich Celtic und der FC Aberdeen gegenüber. Für Aberdeen war es die 13. und für Celtic die insgesamt 45. Finalteilnahme. Die Dons aus Aberdeen konnten durch einen 9:8-Sieg im Elfmeterschießen das Pokalfinale für sich entscheiden, und zum siebten Mal nach 1947, 1970, 1982, 1983, 1984 und 1986 den Titel gewinnen. Das Endspiel wurde zum ersten Mal in der Geschichte im Elfmeterschießen entschieden. Als Gewinner des Wettbewerbs startete der FCA in der Europapokal-der Pokalsieger-Saison 1990/91 und erreichte das Viertelfinale. Neben dem FA Cup konnte der FC Aberdeen zudem den Scottish League Cup 1989/90 im Finale gegen den Meister, den Glasgow Rangers mit 2:1 nach Verlängerung gewinnen.

## 1. Runde
Ausgetragen wurden die Begegnungen am 9. Dezember 1989. Das Wiederholungsspiel fand am 12. Dezember 1989 statt.
|                    | Ergebnis |                  |
| ------------------ | -------- | ---------------- |
| Berwick Rangers    | 1:1      | FC Stenhousemuir |
| Brechin City       | 3:1      | FC Montrose      |
| Elgin City         | 2:1      | FC Arbroath      |
| FC Queen’s Park    | 1:2      | FC Dumbarton     |
| Queen of the South | 2:1      | Cove Rangers     |
| Stirling Albion    | 4:0      | FC Coldstream    |

### Wiederholungsspiel
|                  | Ergebnis |                 |
| ---------------- | -------- | --------------- |
| FC Stenhousemuir | 1:0      | Berwick Rangers |

## 2. Runde
Ausgetragen wurden die Begegnungen am 30. Dezember 1989. Die Wiederholungsspiele fanden am 6. Januar 1990 statt.
|                       | Ergebnis |                       |
| --------------------- | -------- | --------------------- |
| FC Dumbarton          | 0:2      | FC Cowdenbeath        |
| Elgin City            | 2:2      | Brechin City          |
| Gala Fairydean Rovers | 2:2      | Inverness CT          |
| Ross County           | 1:4      | FC East Fife          |
| FC Stenhousemuir      | 0:1      | Queen of the South    |
| Stirling Albion       | 3:0      | FC Whitehill Welfare  |
| FC Stranraer          | 1:1      | FC Kilmarnock         |
| FC Vale of Leithen    | 1:3      | FC East Stirlingshire |

### Wiederholungsspiele
|               | Ergebnis        |                       |
| ------------- | --------------- | --------------------- |
| Brechin City  | 8:0             | Elgin City            |
| Inverness CT  | 4:1             | Gala Fairydean Rovers |
| FC Kilmarnock | ?:? (2:4 i. E.) | FC Stranraer          |

## 3. Runde
Ausgetragen wurden die Begegnungen am 20. Januar 1990. Die Wiederholungsspiele fanden zwischen dem am 23. Januar und 31. Januar 1990 statt.
|                       | Ergebnis |                     |
| --------------------- | -------- | ------------------- |
| Airdrieonians FC      | 2:2      | Inverness CT        |
| Albion Rovers         | 0:2      | FC Clydebank        |
| Ayr United            | 0:0      | FC St. Mirren       |
| Brechin City          | 0:2      | Hibernian Edinburgh |
| FC Cowdenbeath        | 3:1      | FC Stranraer        |
| FC Dundee             | 0:0      | Dundee United       |
| Dunfermline Athletic  | 0:0      | Hamilton Academical |
| FC East Fife          | 3:1      | Meadowbank Thistle  |
| FC East Stirlingshire | 0:1      | Stirling Albion     |
| Forfar Athletic       | 1:2      | Celtic Glasgow      |
| Heart of Midlothian   | 2:0      | FC Falkirk          |
| Greenock Morton       | 2:2      | Raith Rovers        |
| FC Motherwell         | 7:0      | FC Clyde            |
| Partick Thistle       | 2:6      | FC Aberdeen         |
| Queen of the South    | 0:0      | Alloa Athletic      |
| Glasgow Rangers       | 3:0      | FC St. Johnstone    |

### Wiederholungsspiele
|                     | Ergebnis        |                      |
| ------------------- | --------------- | -------------------- |
| Alloa Athletic      | 2:3 n. V.       | Queen of the South   |
| Dundee United       | 1:0             | FC Dundee            |
| Hamilton Academical | 0:1             | Dunfermline Athletic |
| Inverness CT        | ?:? (5:4 i. E.) | Airdrieonians FC     |
| Raith Rovers        | 1:3             | Greenock Morton      |
| FC St. Mirren       | 2:1             | Ayr United           |

## Achtelfinale
Ausgetragen wurden die Begegnungen zwischen dem 24. und 28. Februar 1990. Das Wiederholungsspiel fand am 11. März 1990 statt.
|                     | Ergebnis |                      |
| ------------------- | -------- | -------------------- |
| FC Aberdeen         | 2:1      | Greenock Morton      |
| Celtic Glasgow      | 1:0      | Glasgow Rangers      |
| FC Cowdenbeath      | 1:2      | Dunfermline Athletic |
| Dundee United       | 2:1      | Queen of the South   |
| Heart of Midlothian | 4:0      | FC Motherwell        |
| Hibernian Edinburgh | 5:1      | FC East Fife         |
| FC St. Mirren       | 1:1      | FC Clydebank         |
| Stirling Albion     | 6:2      | Inverness CT         |

### Wiederholungsspiel
|              | Ergebnis |               |
| ------------ | -------- | ------------- |
| FC Clydebank | 2:1      | FC St. Mirren |

## Viertelfinale
Ausgetragen wurden die Begegnungen zwischen 17. März 1990. Die Wiederholungsspiele fanden am 21. März 1990 statt.
|                      | Ergebnis |                     |
| -------------------- | -------- | ------------------- |
| FC Aberdeen          | 4:1      | Heart of Midlothian |
| FC Clydebank         | 1:1      | Stirling Albion     |
| Dundee United        | 1:0      | Hibernian Edinburgh |
| Dunfermline Athletic | 0:0      | Celtic Glasgow      |

### Wiederholungsspiele
|                 | Ergebnis |                      |
| --------------- | -------- | -------------------- |
| Celtic Glasgow  | 3:0      | Dunfermline Athletic |
| Stirling Albion | 0:1      | FC Clydebank         |

## Halbfinale
Ausgetragen wurden die Begegnungen am 14. April 1990.
|                | Ergebnis |               |
| -------------- | -------- | ------------- |
| FC Aberdeen    | 4:0      | Dundee United |
| Celtic Glasgow | 2:0      | FC Clydebank  |

## Finale
| FC Aberdeen                            | FC Aberdeen | Celtic Glasgow | Celtic Glasgow |
| -------------------------------------- | --- | --- | -------------- |
| FC Aberdeen                            | \| Finale \| \| 12. Mai 1990 in Glasgow (Hampden Park) \| \| Ergebnis: 0:0 n. V., 9:8 i. E. \| \| Zuschauer: 60.493 \| \| Schiedsrichter: George Smith \| \| Spielbericht \|                                   | \| Finale \| \| 12. Mai 1990 in Glasgow (Hampden Park) \| \| Ergebnis: 0:0 n. V., 9:8 i. E. \| \| Zuschauer: 60.493 \| \| Schiedsrichter: George Smith \| \| Spielbericht \|                                                    | Celtic Glasgow |
| FC Aberdeen                            | Theo Snelders – Stewart McKimmie, Alex McLeish, Brian Irvine, David Robertson – Paul Mason (106. Graham Watson), Brian Grant, Jim Bett, Bobby Connor – Charlie Nicholas, Hans Gillhaus Cheftrainer: Alex Smith | Pat Bonner – Dariusz Wdowczyk, Paul Elliott, Derek Whyte, Anton Rogan – Billy Stark (91. Mike Galloway), Paul McStay, Peter Grant – Andy Walker (100. Tommy Coyne), Dariusz Dziekanowski, Joe Miller Cheftrainer: Billy McNeill | Celtic Glasgow |
| FC Aberdeen                            | Elfmeterschießen | | Celtic Glasgow |
| FC Aberdeen                            | ? | ? | Celtic Glasgow |
| Finale                                 | | |                |
| 12. Mai 1990 in Glasgow (Hampden Park) | | |                |
| Ergebnis: 0:0 n. V., 9:8 i. E.         | | |                |
| Zuschauer: 60.493                      | | |                |
| Schiedsrichter: George Smith           | | |                |
| Spielbericht                           | | |                |